# Aneuploïdie

Karyogram van een individu met het syndroom van Turner. Dit is een vorm van aneuploïdie, omdat er een geslachtschromosoom ontbreekt

Aneuploïdie is een genoommutatie (ploïdiemutatie) waarbij meer of minder dan het aantal gebruikelijke 2n chromosomen voorkomt. Het is in het algemeen een gevolg van non-disjunctie of een ander type van variaties bij de splitsing van de chromatiden van de chromosomen, wat kan voorkomen zowel bij de meiose als bij de mitose. Aneuploïdie komt minder frequent voor dan euploïdie.

## Vormen
| Aneuploïdie bij diploïde organismen | Aneuploïdie bij diploïde organismen |
| Aneuploïdie vorm                    | aantal chromosomen                  |
| ----------------------------------- | ----------------------------------- |
| Nullisomie                          | 2n - 2                              |
| Monosomie                           | 2n - 1                              |
|                                     |                                     |
| Trisomie                            | 2n + 1                              |
| Tetrasomie                          | 2n + 2                              |
| Pentasomie                          | 2n + 3                              |

Bij diploïde organismen zijn verschillende vormen van aneuploïdie te onderscheiden. Zo is bij nullisomie één chromosomenpaar afwezig, terwijl bij monosomie bij een chromosomenpaar slechts één chromosoom over is (2n-1). Bij trisomie, tetrasomie en pentasomie zijn er bij een bepaald chromosomenpaar respectievelijk één (2n+1), twee (2n+2) of drie (2n+3) extra chromosomen toegevoegd. Afhankelijk van de plaats waar de mutatie is opgetreden, bijvoorbeeld bij de geslachtschromosomen (heterosomen) of bij de overige autosomen, treden er andere specifieke verschijnselen op.
Monosomie (zoals het syndroom van Turner) en trisomie (onder andere trisomie-21 of syndroom van Down) zijn twee vormen van aneuploïdie die voorkomen bij de mens.
Bij haploïde organismen is disomie een voorkomende afwijking. Disomie kan bij schimmels het gevolg zijn van non-disjunctie bij de meiose, zowel bij de eerste meiotische deling als bij de tweede meiotische deling. In het eerste geval hebben uiteindelijk twee dochtercellen n-1 en twee dochtercellen n+1 chromosomen. In het tweede geval hebben twee dochtercellen resp. n+1, n-1, en twee dochtercellen hebben n chromosomen.